# Беккер, Яннис
Я́ннис Бе́ккер (нем. Jannis Bäcker, 1 января 1985, Хольцвиккеде) — немецкий бобслеист, разгоняющий, выступает за сборную Германии с 2008 года. Чемпион мира, бронзовый призёр чемпионата Европы, участник зимних Олимпийских игр в Сочи. Прежде чем перейти в бобслей, занимался лёгкой атлетикой. Вне спорта является военнослужащим, солдат Бундесвера.

## Биография
Яннис Беккер родился 1 января 1985 года в коммуне Хольцвиккеде, федеральная земля Северный Рейн-Вестфалия. Увлёкся спортом ещё в раннем детстве, во время учёбы в школе активно занимался лёгкой атлетикой, в частности десятиборьем. Не добился на этом поприще сколько-нибудь значимых достижений и в возрасте двадцати двух лет решил попробовать себя в качестве разгоняющего в бобслее. В январе 2010 года дебютировал в Кубке Европы, вскоре на одном из этапов выиграл серебряную медаль. Первого серьёзного успеха в этом виде спорта добился в феврале 2011 года, когда в составе четырёхместного экипажа пилота Франческо Фридриха завоевал серебро на молодёжном чемпионате мира в Парк-Сити.
В следующем сезоне Беккер продолжил уверенно выступать на второстепенных соревнованиях и в начале 2012 года впервые поучаствовал в заездах Кубка мира — на этапе в Кёнигсзе его четвёрка финишировала девятой. Ещё через год он получил первую кубковую медаль, с двухместным экипажем занял третье место на этапе в канадском Уистлере. На следующем этапе в Альтенберге поднялся уже на верхнюю ступень пьедестала, с этого момента закрепился в роли постоянного разгоняющего Франческо Фридриха, стал неотъемлемым членом немецкой национальной сборной.
Концовка сезона 2012/13 получилась наиболее успешной в карьере Беккера — в двойке с Фридрихом он сначала взял бронзу на европейском первенстве в Игльсе, а затем завоевал золото на чемпионате мира в швейцарском Санкт-Морице. Через год продемонстрировал стабильность в результатах и благодаря череде удачных выступлений удостоился права защищать честь страны на зимних Олимпийских играх 2014 года в Сочи, где финишировал восьмым в программе двухместных экипажей и закрыл десятку сильнейших в программе четырёхместных.